# Donja Vrućica
Donja Vrućica je malá vesnice v opčině Trpanj v Chorvatsku, v Dubrovnicko-neretvanské župě. V roce 2001 měla 48 obyvatel. Vesnicí prochází jediná silnice z vesnice Gornja Vrućica do vesnice Duba Pelješka. Je situována ve vnitrozemí na severu poloostrova Pelješac. Součástí vesnice je i na pobřeží ležící Divna s kempem a pěknou oblázkovou pláží.

## Pamětihodnosti
- Kostel sv. Kosmy a Damiána - Crkva sv. Kuzme i Damjana - farní kostel z roku 1548 byl rozšířen v roce 1873.

## Galerie

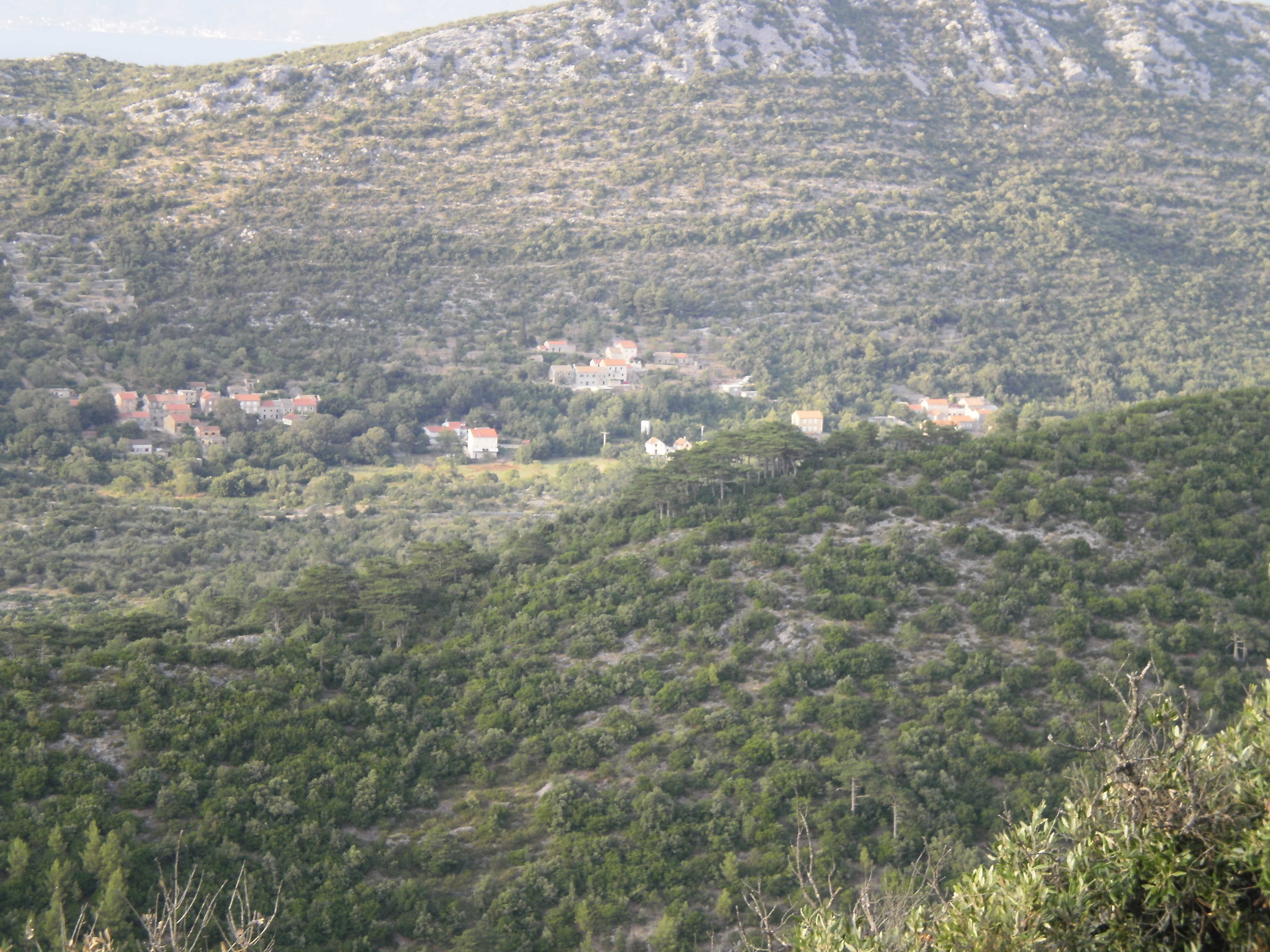
Donja Vrućica
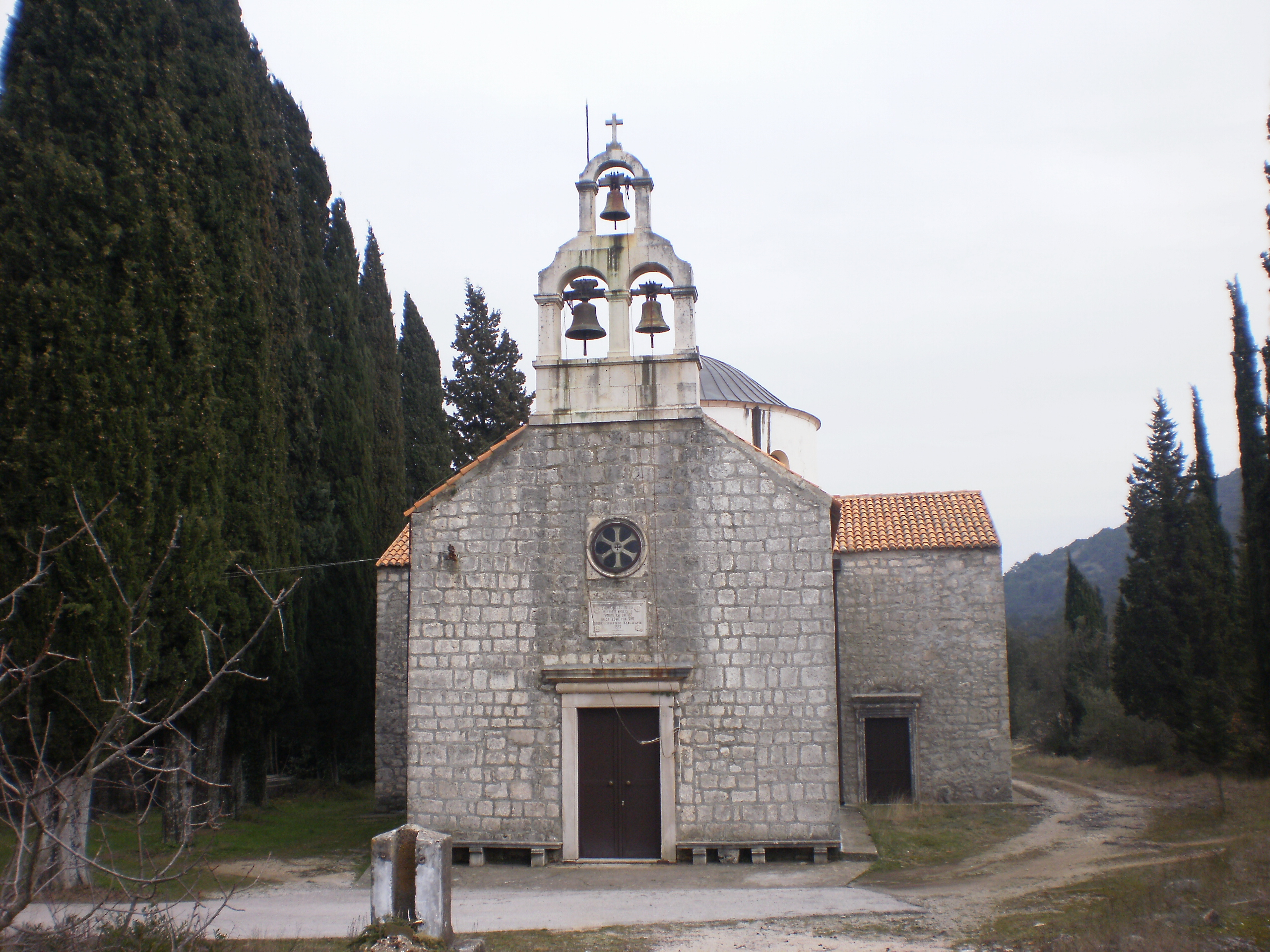
Kostel sv. Kosmy a Damiána - Crkva sv. Kuzme i Damjana
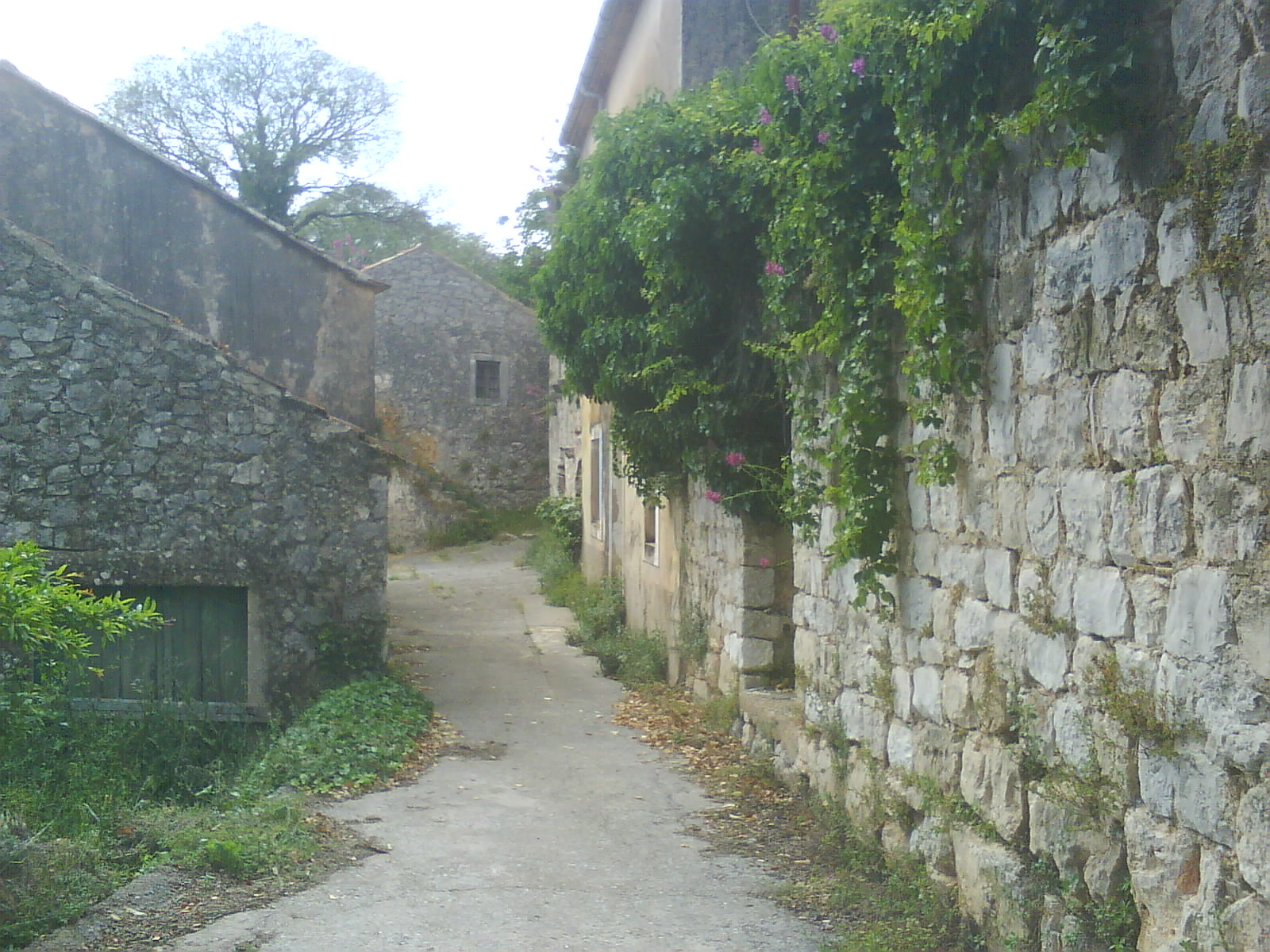
Ulice
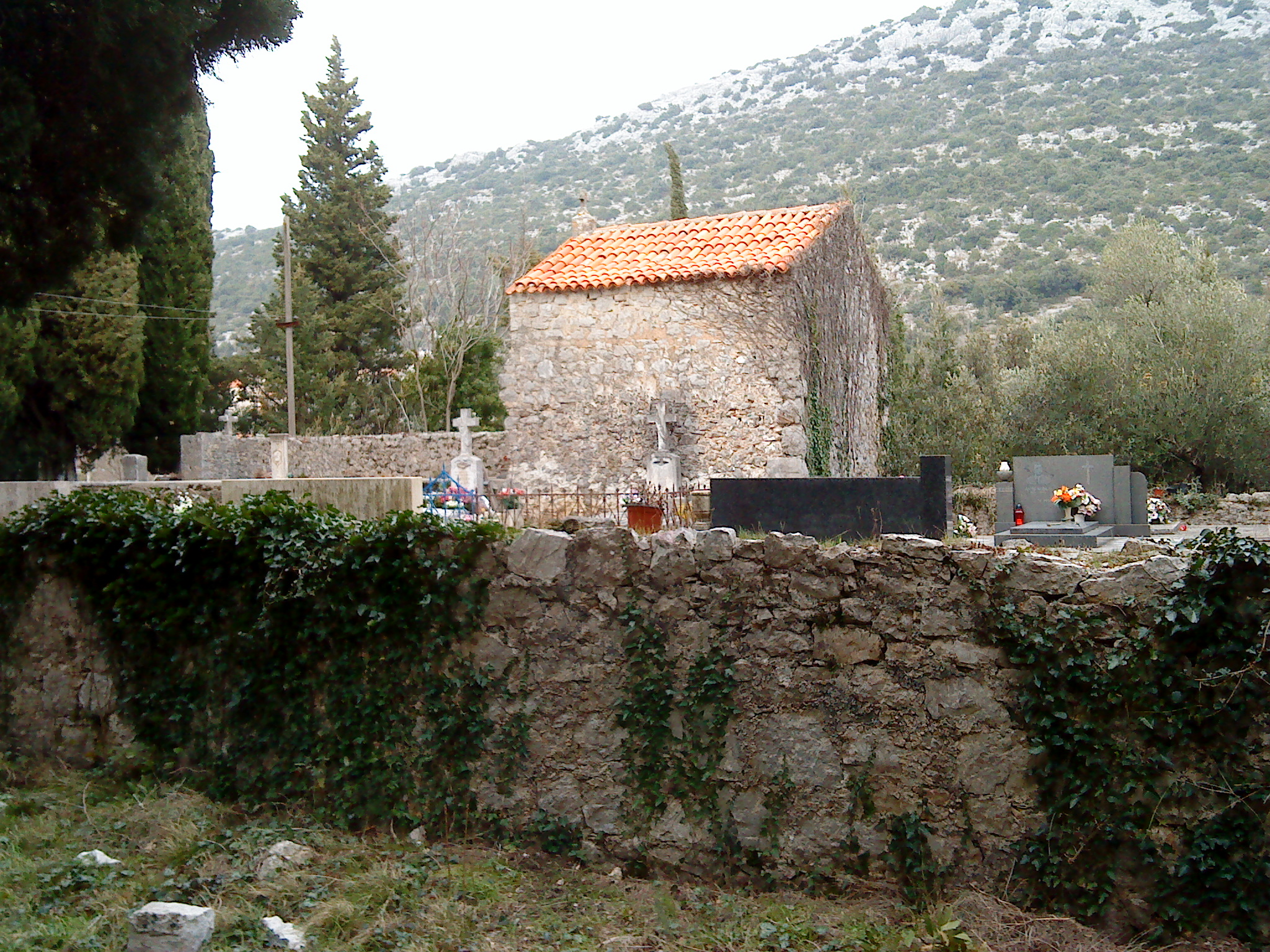
Hřbitov
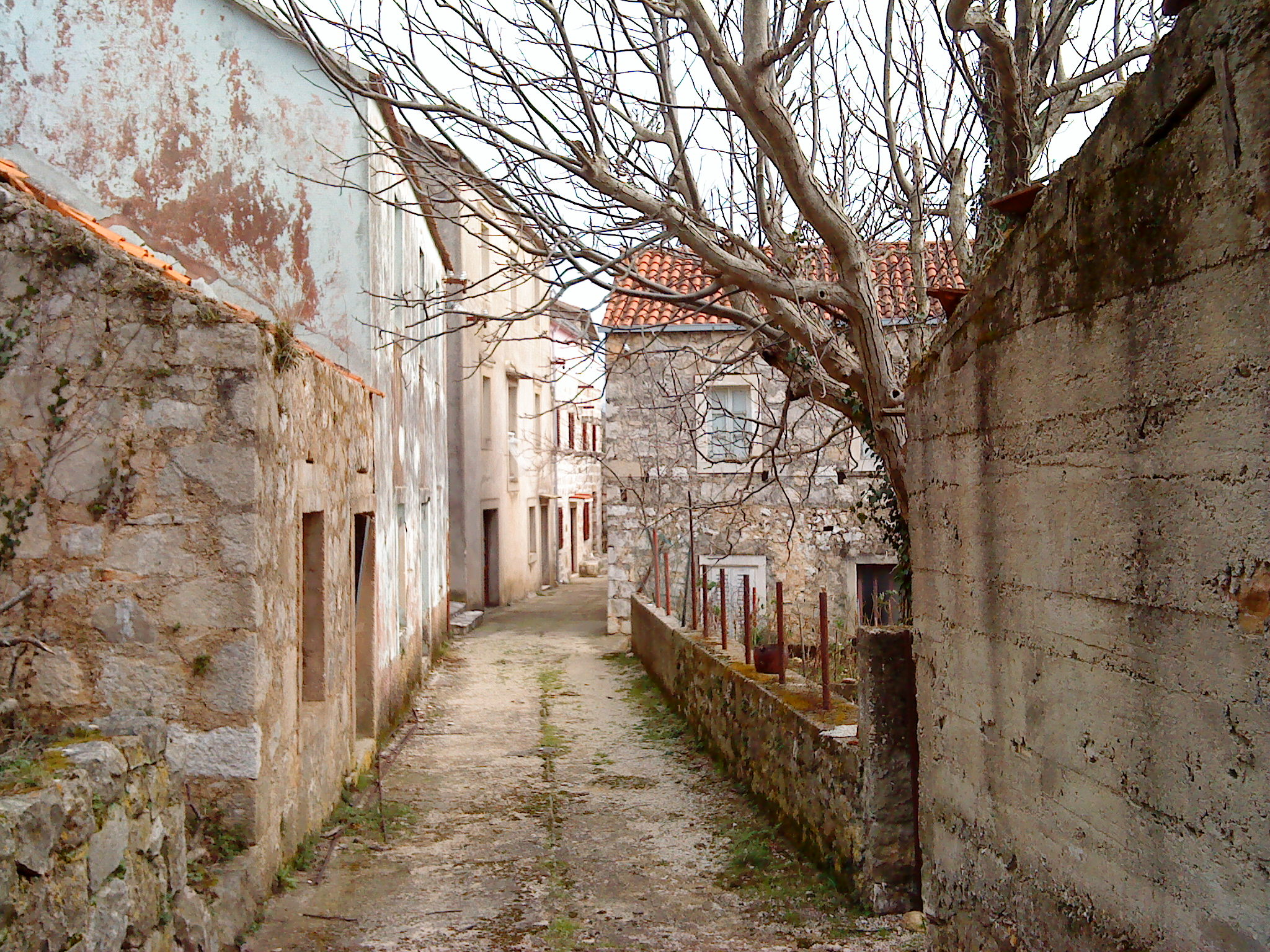
Donja Vrućica
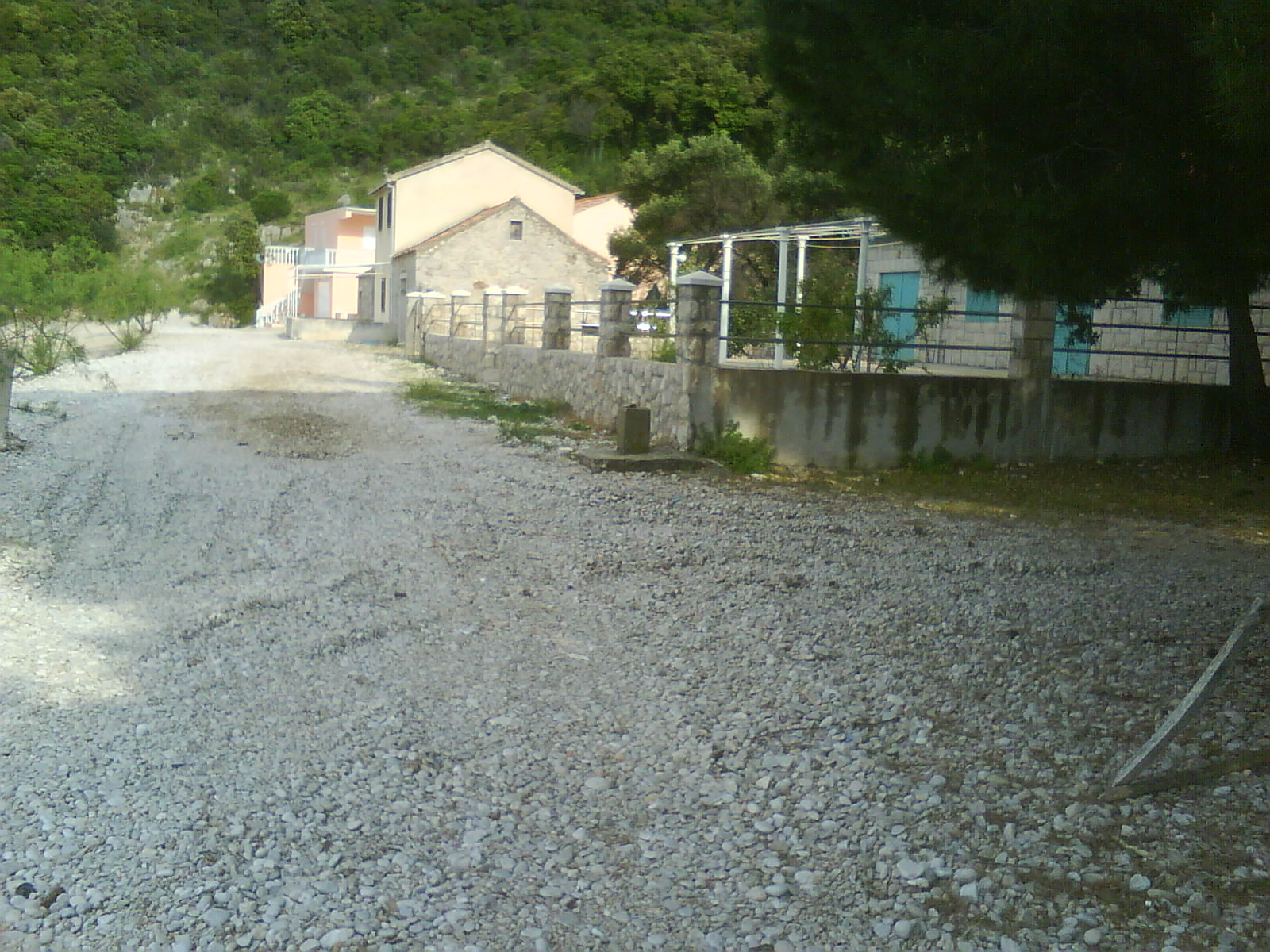
Divna
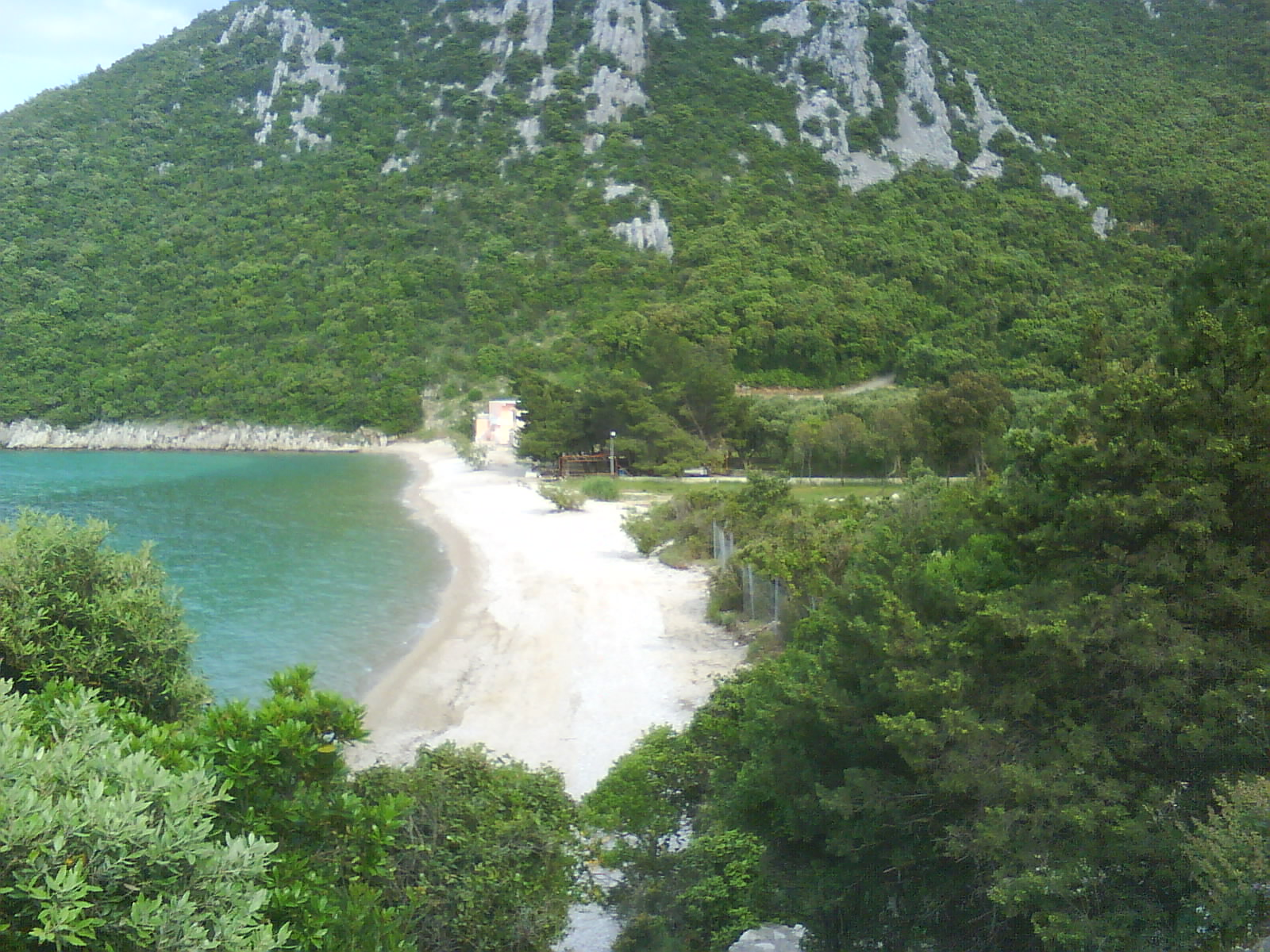
Zátoka Divna s pláží